# Toffee au lait
Le toffee au lait est un bonbon africain à base de lait concentré sucré. 

## Ingrédients
Pour réaliser cette recette il vous faut:
- 1 boite de lait concentré sucré
- huile d'arachide
- 1 cuillère à café de vanille[2].

## Préparation
Etape 1: Mettre 2 cuillère à café d'huile dans une casserole au feu puis, ajoutez le lait concentré et la vanille.
Etape 2: Remuez le mélange à l'aide d'une spatule pour obtenir une pâte marron.
Etape 3: Retirez du feu, et renversez le mélange sur une table ou une planche ou dans une assiette préalablement huilé
Etape 4: Trempez les paumes de vos mains dans l'huile puis, formez de petits bonbons en forme de bille avec le toffee. 
Vous pouvez conserver le toffee au lait dans une boite ou bocal.

## Galerie de photographies

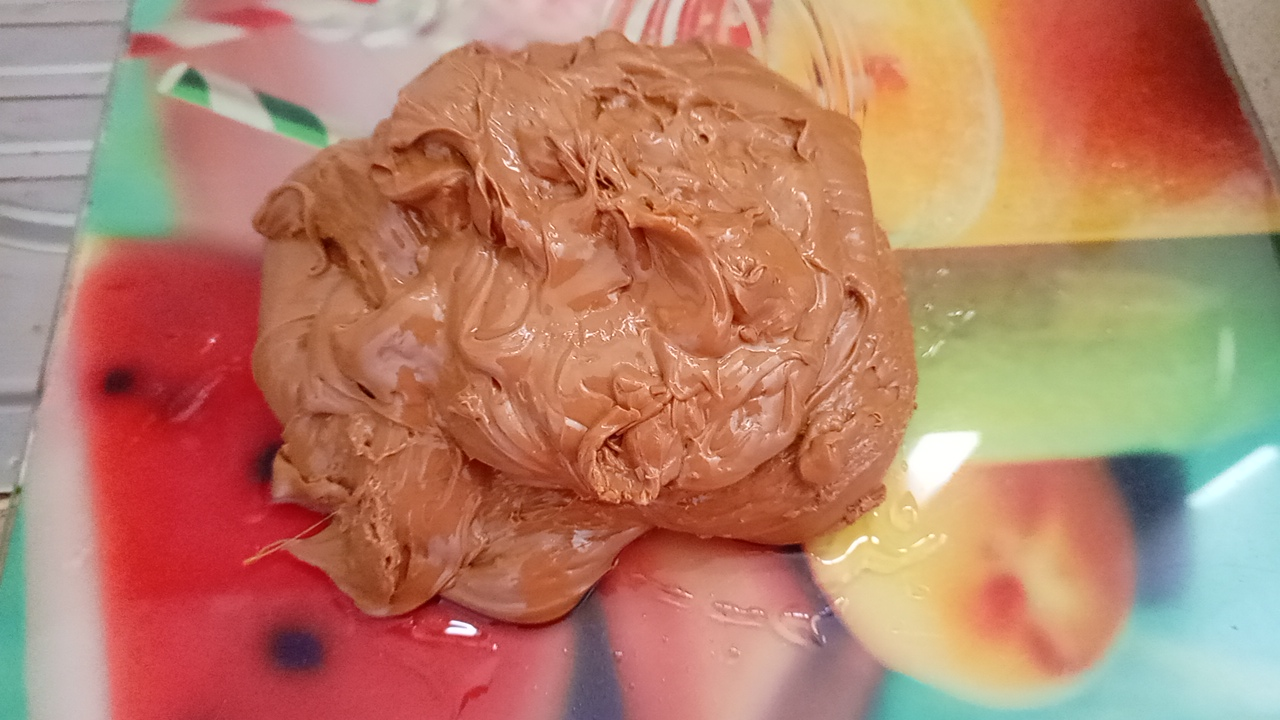
Toffee au lait
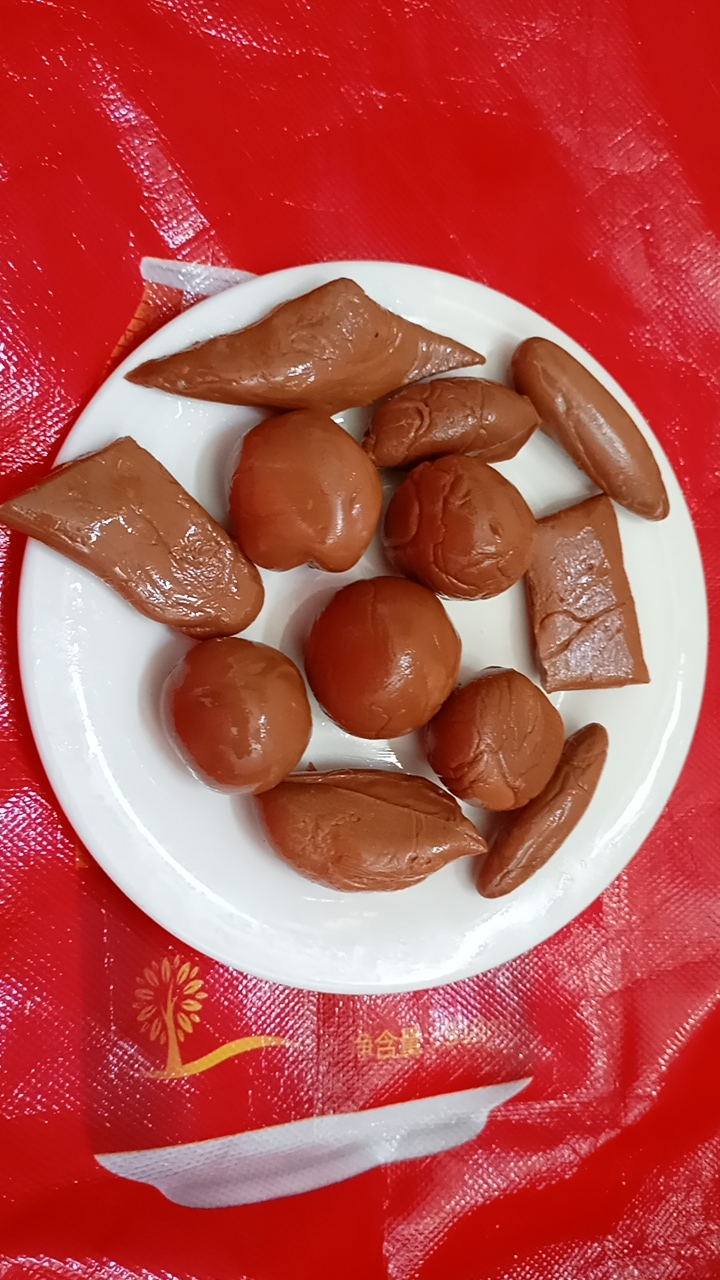
Différentes formes de toffee au lait
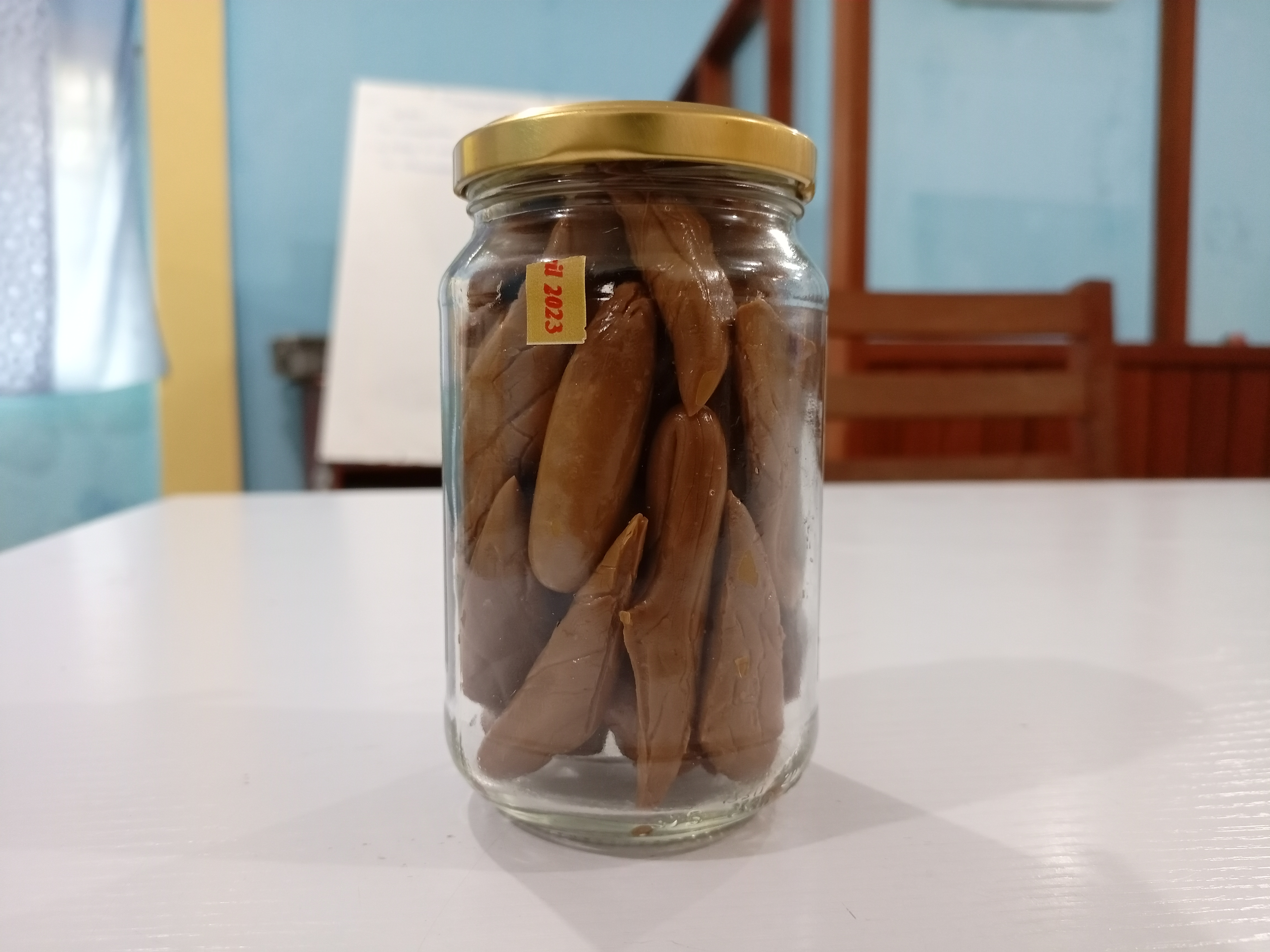
Bouteille de toffee au lait